# Wyspy Leryńskie
Wyspy Leryńskie (fr. Îles de Lérins) – archipelag czterech wysp położony na Morzu Liguryjskim, administracyjnie przynależny do francuskiej gminy Cannes, położony kilka kilometrów od centrum Cannes na kontynencie, w departamencie Alpy Nadmorskie.
Nazwa archipelagu pochodzi z czasów rzymskich. Wchodząca w skład Sainte-Marguerite nazywała się po łacinie Lero (Lero), a Saint-Honorat Lerinum (Leryn).

## Geografia
Cały archipelag (wyspy i woda pomiędzy nimi) zajmuje 7,6 km².
Wyspy są rozmieszczone na planie trapezu w dwóch równoległych rzędach. Północny tworzą Sainte-Marguerite (3 km długości, 0,9 km szerokości, 150 ha) i de la Tradelière (ok. 1 ha), a południowy Saint-Honorat (1,5 km długości, 0,4 km szerokości, 37 ha) i Saint-Ferréol (< 1 ha). Zamieszkałe są tylko te większe. Są one wydłużone równoleżnikowo i znajdują się z zachodnich stron rzędów. Mniejsze (te bezludne na wschodzie) też mają wydłużone kształty, ale ich ułożenie względem linii siatki kartograficznej jest skośne, przy czym oś Saint-Ferréol jest bardziej równoleżnikowa, a oś de la Tradelière bardziej południkowa.
Na wyspach panuje klimat śródziemnomorski.

## Historia i legendy
Największa z tych wysp, Sainte-Marguerite, jest znana między innymi z więzienia w którym przebywał Człowiek w żelaznej masce, postać występująca w powieści Alexandra Dumasa ojca „Wicehrabia de Bragelonne“ (tytuł francuski: Dix ans après, dosł. dziesięć lat później).
Na drugiej co do wielkości Saint-Honorat znajduje się klasztor założony ok. roku 400/410 przez Św. Honorata z Arles (od niego pochodzi obecna nazwa wyspy). W tym klasztorze w V i VI w. kształciło się wielu biskupów, m.in. św. Patryk, biskup i patron Irlandii.
Według tradycji prawdopodobnie tu właśnie mieszkał i podczas najazdu Saracenów został zabity św. Procarius.
Obecnie mnisi mieszkają w klasztorze zbudowanym w XIX w.
Podczas wojny trzydziestoletniej, w okresie od września 1635 do maja 1637, wyspy te były okupowane przez Hiszpanów. W 1707 zaś przez marynarkę angielską, którą dowodził Sir Cloudesley Shovell. Podczas blokady wojskowego portu w Toulonie pomógł on wojsku sabaudzkiego księcia Wiktora Amadeusza II i jego kuzynce Eugenii oblegać to miasto. Francuska flota zatopiła się sama.
W czasie rewolucji francuskiej wyspy Sainte-Marguerite i Saint-Honorat nazywały się „wyspy Marata i Lepeletiera”.